# Synagoga Stowarzyszenia Bóżniczego Szir w Krakowie
Synagoga Stowarzyszenia Bóżniczego Szir w Krakowie (z hebr. Pieśń) – synagoga znajdująca się na Kazimierzu w Krakowie, na rogu ulic Kupa 20 i Izaaka 5.
Synagoga została założona w 1898 roku. Podczas II wojny światowej hitlerowcy zdewastowali bożnicę. Od czasu zakończenia wojny w synagodze znajdują się mieszkania i lokale użytkowe. 
Do dziś nic się nie zachowało z pierwotnego wyposażenia synagogi, które by mogły wskazywać na jej pierwotny charakter.